# Orden des Erhabenen Drachen
Der Orden des Erhabenen Drachen (Lung Kuang Ta Shou Chang) war eine Auszeichnung des Mandschurischen Kaiserreiches. Er wurde durch kaiserliches Dekret Nr. 1 am 1. März 1934 gestiftet und mit Gesetz vom 19. April 1934 veröffentlicht.

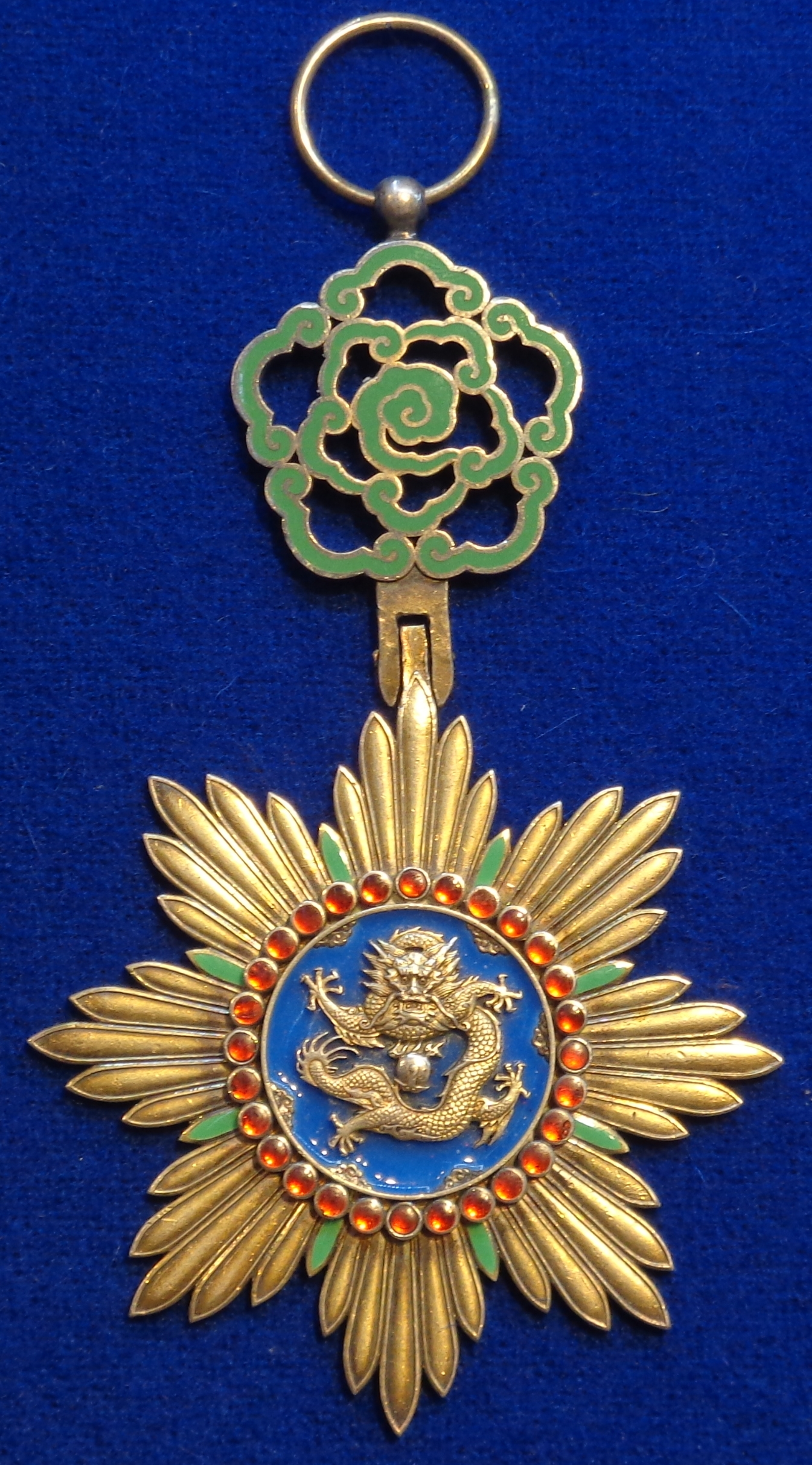
Ordenszeichen

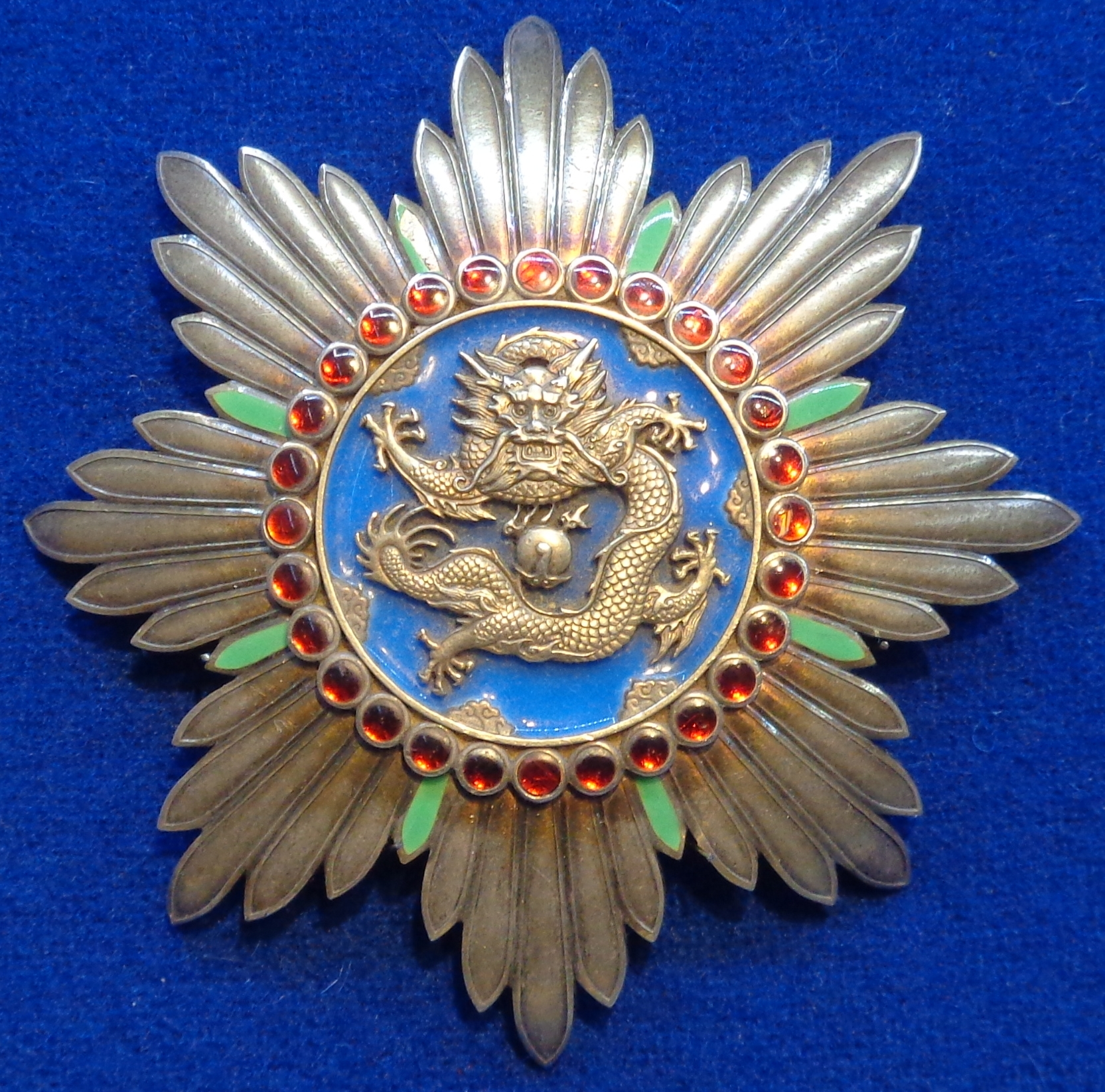
Bruststern

## Ordensklassen
Der Orden bestand aus nur einer Klasse.

## Ordensdekoration
Das vergoldete Ordenszeichen ist sternenförmig und besteht aus acht Bündeln von je fünf glatten goldenen Strahlen. Zwischen jedem einzelnen Strahlenbündel befindet sich ein grün emaillierter kurzer Strahl. Das mittig in blau emaillierte Medaillon wird von 26 roten Knöpfchen umringt und zeigt zentral einen stilisierten chinesischen Drachen, der von einem Stück einer goldenen Wolke begleitet wird. Der Drache selbst schnappt dabei nach der Sonne. Das Ordenskleinod sowie der dazugehörige Ordensstern stimmen in ihrem Aussehen überein. Jedoch hat das Kleinod einen durchbrochenen grün emaillierten Aufhänger, der eine stilisierte Wolkengruppe zeigt, die aus einem zentralen Wolkenwirbel und zwei konzentrisch angeordneten Wolkenfünfecken besteht. Die dazugehörige Rosette ist weiß und zeigt mittig einen blauen Ring.

## Tragweise
Getragen wurde die Auszeichnung an einer blauen Schärpe mit weißen Randstreifen von der rechten Schulter sowie einem Bruststern.

## Verleihungen
Insgesamt wurde der zweithöchste Orden des Landes bis zur Besetzung durch sowjetische Truppen im Jahre 1945 und dem damit verbundenen Ende der Monarchie 33 Mal verliehen.

## Weblink
- Abbildung des Ordens